# Gârda de Sus
Gârda de Sus là một xã thuộc hạt Alba, România. Dân số thời điểm năm 2002 là 1865 người.